# Rainulfo Drengot
Rainulfo Drengot, detto anche Ranulph, Ranulf o Rannulfo (Normandia, tra il 990 e il 1000 – Italia meridionale, giugno 1045), è stato un condottiero normanno, primo conte di Aversa (1030-1045).

## Biografia
Rainulfo apparteneva alla famiglia dei Drengot originaria di Villena, una località vicino Alençon, in Normandia. Rainulfo aveva quattro fratelli: Gilberto, soprannominato Buatere, Asclettino, Osmondo e Rodolfo.
Osmondo, il fratello maggiore di Rainulfo, aveva ucciso una persona vicina al duca Riccardo II di Normandia e perciò, accusato di tale assassinio, fu bandito dal regno. Così lui e tutti i suoi fratelli, insieme a un gruppo di 250 guerrieri composta da altri esiliati, guerrieri senza terra ed avventurieri, si diressero in un pellegrinaggio a Monte Sant'Angelo sul Gargano, al santuario dell'arcangelo-soldato Michele (1017). Alcune fonti affermano che i guerrieri Normanni fecero una tappa anche a Roma per incontrare papa Benedetto VIII. Le fonti divergono sul capo della compagnia di ventura: Orderico Vitale e Guglielmo di Jumièges dicono che fosse Osmondo. Per Rodolfo il Glabro era Rodolfo. Leone Ostiense, Amato di Montecassino e Ademaro di Chabannes nominano invece Gilberto Buatère: infatti la maggior parte delle cronache dell'Italia meridionale indicano in Gilberto il capo normanno nella battaglia di Canne (1º ottobre 1018).

### Gli inizi in Puglia
Qui i Normanni guidati dai Drengot cominciarono ad offrire la loro protezione, dietro pagamento di un compenso, ai pellegrini diretti al santuario, in modo da metterli al riparo dalle scorrerie di altri predoni, facendosi presto conoscere per la loro bravura nelle armi.
Fu così che si unirono alle forze di Melo di Bari, il quale, dopo la fallita rivolta antibizantina del 1009-1011, cercava quel sostegno militare che scarseggiava tra i Longobardi e che l'Imperatore Enrico II gli aveva negato. Ma la battaglia combattuta a Canne (1º ottobre 1018) fu per gli insorti un vero disastro: le truppe furono decimate e il loro capo, Gilberto, fratello di Rainulfo, cadde in battaglia (secondo un'altra versione eliminato dopo la battaglia dallo stesso Rainulfo, che ne prese il posto). I superstiti della schiera normanna trovarono comunque rifugio ad Ariano, sull'Appennino campano, sede di un'importante contea longobarda; qui, nel giro di qualche anno, riuscirono a usurpare il potere, tanto che la contea normanna di Ariano venne formalmente riconosciuta dall'imperatore Enrico II di Franconia già nel 1022.
Successivamente Rainulfo Drengot emerse come capo indiscusso delle rimanenti milizie normanne che, a loro volta, dalla Puglia dovettero ritirarsi in Campania. Qui, secondo Amato di Montecassino, si ritrovarono senza alleati e circondati da nemici, ma riuscirono a trarre vantaggio dalle forti rivalità che dividevano gli indisciplinati principi longobardi.
Rainulfo fu in un primo tempo al servizio del principe longobardo Pandolfo IV di Capua. «Sotto la sua protezione» – scrive Amato - «essi si diedero a saccheggiare i territori dei vicini e a tormentare i suoi nemici. Ma visto che la mente umana è incline all'avidità e alla fine il denaro trionfa sempre, di tanto in tanto essi lo abbandonarono... Vendettero i propri servigi come poterono, a seconda delle circostanze, offrendo di più a chi dava di più».
Ben presto la bilancia del potere nella Campania longobarda cadde proprio nelle mani dei Normanni. «I Normanni non desiderarono mai che uno qualsiasi dei longobardi riportasse una vittoria decisiva, poiché questo avrebbe potuto giocare a loro svantaggio. Sostenendo ora l'uno ora l'altro, essi fecero sì che nessuno fosse sconfitto del tutto»
Nuovi rinforzi normanni incrementarono il numero di soldati sotto il suo comando. 

### Conte di Aversa
Rainulfo Drengot si alleò, così, con il duca Sergio IV di Napoli. Dopo ripetuti successi, nel 1030 il duca Sergio gli offrì l'ex roccaforte bizantina di Aversa, a nord di Napoli, insieme al titolo di conte e alla mano di sua sorella, Sichelgaita, che però nel 1034 morì. Rainulfo sposò allora la figlia del duca di Amalfi e nipote di Pandolfo IV di Capua, acerrimo nemico di Sergio. Da questo momento cominciò l'opera di espansione del proprio territorio, a spese soprattutto dell'Abbazia di Montecassino.
Il titolo comitale di Aversa gli fu riconosciuto e confermato nel 1037 dall'imperatore Corrado II. Dopo aver sconfitto in battaglia i Bizantini nel 1038, Rainulfo si dichiarò principe, formalizzando la propria indipendenza da Napoli e dai suoi precedenti alleati longobardi. Conquistò il principato del suo vicino Pandolfo e con l'approvazione di Corrado lo unì al proprio, costituendo così l'entità politica più vasta di tutto il Mezzogiorno d'Italia. Nel 1039 fu al fianco di Guaimario IV di Salerno e dell'imperatore Corrado.
Nel frattempo Guglielmo d'Altavilla, detto Braccio di Ferro, rientrava nel settembre del 1042 a Melfi, dove tutti i normanni lo elessero come capo supremo. Egli si rivolse a Guaimario V, principe longobardo di Salerno, e allo stesso Rainulfo Drengot, conte di Aversa, proponendo ad entrambi un'alleanza alla pari.
L'unificazione delle due famiglie normanne, gli Altavilla e i Drengot, fu motivo di forza, perché esse si basavano concretamente sui loro possedimenti di Aversa e di Melfi. Guaimario offrì il riconoscimento ufficiale delle conquiste normanne: alla fine dell'anno il principe longobardo, Rainulfo e Guglielmo si recarono a Melfi dove riunirono un'assemblea dei baroni Longobardi e Normanni, che terminò al principio dell'anno successivo (1043).
In questa assemblea generale Guaimario V di Salerno garantì agli Altavilla il dominio su Melfi. Guglielmo Braccio di Ferro si separò, così, da Rainulfo I Drengot, a capo dei territori della Campania, che ottenne anche la sovranità su Siponto e sul Gargano, ex territori bizantini.
Tutti offrirono i loro omaggi come vassalli a Guaimario, che riconobbe a Guglielmo I d'Altavilla il primo titolo di conte di Puglia. Per legarlo a sé gli offrì in moglie la nipote Guida, figlia del duca Guido di Sorrento. Guaimario riconfermò il titolo di conte anche allo stesso Rainulfo.

### Morte e successione
Rainulfo Drengot morì nel giugno del 1045 senza figli; gli successe il nipote Asclettino II, figlio di suo fratello Asclettino I.
Le principali fonti storiche sulla vita e le imprese di Rainulfo sono le opere degli storici Amato di Montecassino e Guglielmo di Apulia, suoi contemporanei.